# Artéria celíaca
A artéria celíaca, também referida como  tronco celíaco ou eixo celíaco,  é uma artéria curta e larga, da qual saem três artérias responsáveis pela vascularização de grande parte dos órgãos abdominais, como estômago, fígado, duodeno, baço e pâncreas.
As artérias que se originam do tronco celíaco são a artéria gástrica esquerda, a artéria hepática comum e a artéria esplênica.
O tronco celíaco é um dos outros três ramos anteriores da porção abdominal da artéria aorta (os outros são a artéria mesentérica superior e a artéria mesentérica inferior), vindo a surgir aproximadamente ao nível da vértebra T12 nos humanos.

## Ramificação
O tronco celíaco se divide em três artérias, que cada uma, por sua vez, tem suas próprias ramificações.
| Artéria                   | Ramos                                                                                  |
| artéria gástrica esquerda | ramo esofágico, ramo cardias e uma artéria para o fundo gástrico.                      |
| artéria hepática comum    | artéria hepática própria, artéria gástrica direita, artéria gastroduodenal             |
| artéria esplênica         | artéria pancreática dorsal, artérias gástricas curtas, artéria gastro-omental esquerda |